# Буфере
Буфере (фр. Boufféré) насеље је и општина у западној Француској у региону Лоара, у департману Вандеја која припада префектури Ла Рош сир Јон.
По подацима из 2011. године у општини је живело 3004 становника, а густина насељености је износила 181,51 становника/km². Општина се простире на површини од 16,55 km². Налази се на средњој надморској висини од 56 метара (максималној 59 m, а минималној 13 m).

## Демографија
| 1962. | 1968. | 1975. | 1982. | 1990. | 1999. | 2011. |
| ----- | ----- | ----- | ----- | ----- | ----- | ----- |
| 872   | 895   | 1.103 | 1.237 | 1.423 | 1.766 | 3.004 |